# Gabriel Cichero
Gabriel Alejandro Cichero Konarek (ur. 25 kwietnia 1984 w Caracas) – wenezuelski piłkarz polskiego pochodzenia grający na pozycji obrońcy.
Piłkarz reprezentacji Wenezueli, z którą dotarł do półfinału Copa América 2011.
Jest wnukiem polskiego emigranta Stefana Konarka.